# Bruno Betti
Bruno Betti (* 31. Mai 1911 in Borgo San Lorenzo; † 2. November 1986 in Florenz) war ein italienischer Hindernis- und Langstreckenläufer.
1933 wurde er Italienischer Meister über 5000 m. Seine persönliche Bestzeit über 3000 m Hindernis von 9:37,4 min stellte er am 28. Juni 1936 in Florenz auf.
Bei den Leichtathletik-Europameisterschaften 1934 in Turin wurde er Sechster über 10.000 m.
1936 schied er bei den Olympischen Spielen in Berlin über 3000 m Hindernis im Vorlauf aus.